# Georg Ackermann (Leichtathlet)
Georg Ackermann (* 13. Juli 1972 in Gernsbach) ist ein ehemaliger deutscher Weitspringer.
Er gewann 1993 und 1995 die Deutsche Meisterschaft. Bereits bei den Junioreneuropameisterschaften 1991 in Thessaloniki hatte er die Bronzemedaille gewonnen. Bei den Halleneuropameisterschaften 1994 in Paris sprang Ackermann auf den achten Platz. Ebenfalls 1994 belegte er in London beim IAAF World Cup Platz fünf. Im Jahr darauf wurde er bei den Weltmeisterschaften in Göteborg Vierter. Bei der Universiade, die im selben Jahr in Fukuoka ausgerichtet wurde, gewann er die Silbermedaille. Dabei sprang er mit 8,21 Meter den größten Satz seiner Karriere und hatte die gleiche Weite wie der Sieger Kirill Sossunow, der aufgrund der zweitbesseren Weite gewann. 1996 nahm Ackermann an den Olympischen Spielen in Atlanta teil.
Ackermann startete für den VfB Gaggenau, die LG Karlsruhe und den TV Heppenheim.